# William Raine Peck
Pour les articles homonymes, voir Peck.
William Raine Peck (31 janvier 1818 – 22 janvier 1871) est un riche planteur Américain, politicien, et soldat qui a servi comme général dans l'armée confédérée pendant la guerre de Sécession. Dernier commandant des célèbres « tigres de Louisiane », Peck est parmi les plus grands généraux de la guerre de Sécession, mesurant 6 pieds, 6 pouces (1,98 mètre) et pesant 330 livres (150 kg).

## Avant la guerre
Peck naît dans la région rurale de Mossy Creek dans le comté de Jefferson, dans le Tennessee. Sa famille part ensuite en Louisiane dans les années 1840. En tant que jeune adulte, il achète une plantation sur le fleuve Mississippi à Vicksburg, Mississippi. Il prospère et achète un autre terrain et des fermes, et devient finalement un des plus riches citoyens de région. Il construit un immense manoir, « The Mountain », dans la paroisse de Madison non loin du village de Milliken's Bend.
Peck représente la paroisse de Madison pendant plusieurs années dans la législature de l'État de Louisiane. Agitateur sécessionniste et défenseur du droit des États, Peck est l'un des signataires de l'ordonnance de Sécession de la Louisiane en janvier 1861.

## Guerre de Sécession
Avec le déclenchement de la guerre de Sécession, Peck, en dépit de sa richesse et de ses relations politiques, s'enrôle comme soldat dans le 9th Louisiana Infantry le 7 juillet 1861. Après l'entraînement au camp Moore en Louisiane, Peck et ses compagnons de régiment, sont envoyés en Virginie, arrivant trop tard pour toute participation significative à la première bataille de Bull Run. 

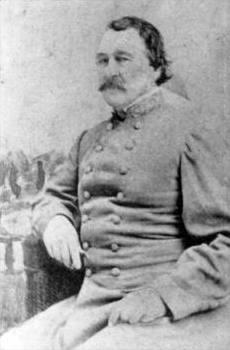
Peck dans la guerre de Sécession

Peck est nommé capitaine, puis lieutenant-colonel du 9th Louisiane au cours de la campagne de Gettysburg, et participe à la deuxième bataille de Winchester en juin et à la bataille de Gettysburg, en juillet, où il est impliqué dans une attaque au crépuscule sur Cemetery Hill.
Le 8 octobre 1863, Il est promu colonel du 9th Louisiana succédant à Leroy A. Stafford. Il mène le régiment lors de la bataille de la Wilderness, et celles de Spotsylvania, et de Cold Harbor en mai et juin 1864 au cours de la campagne de l'Overland.
Peck dirige souvent la brigade en tant que colonel le plus ancien, et son rôle en juillet 1864 à la bataille de Monocacy lui vaut les louanges de son commandant de division, le major général John B. Gordon. Il est blessé à la cuisse droite par un éclat d'obus lors de la troisième bataille de Winchester en septembre. Il ne revient par sur le terrain avant décembre. Peck est promu brigadier général le 18 février 1865. Il est libéré sur parole à Vicksburg, le 6 juin de cette année.

## Après la guerre
À la suite de la guerre de Sécession, Il retourne dans sa plantation de Louisiane et reprend la gestion active de l'exploitation. Rongé par une mauvaise santé en raison de son service militaire, il meurt six ans après la guerre, près de Milliken's Bend, en Louisiane, d'une insuffisance cardiaque congestive. Il est enterré dans la parcelle familiale de l'ancienne section méthodiste du cimetière de Westview à Jefferson City, dans le Tennessee.